# Tin Mine Cove
Tin Mine Cove ist eine Bucht im australischen Bundesstaat Victoria. Sie liegt auf der Halbinsel Wilsons Promontory im Wilsons-Promontory-Nationalpark. Der Fluss Tin Mine Creek mündet von der Bucht ins Corner Inlet.
Die Bucht ist 730 Meter breit und bis zu 200 Meter tief. Die Landspitze Tin Mine Point grenzt sie von der nördlichen Shallow Bight ab. Sie ist nur zu Fuß über den Tin Mine Track erreichbar.